# 西蒙·切爾奇
西蒙·切爾奇（英語：Simon Church；1988年12月10日—）是一位威爾斯足球運動員。在場上的位置是前鋒。現時效力英格蘭足球甲級聯賽球會斯肯索普聯足球會。他現在代表威爾斯國家足球隊參賽。

## 外部連結
- Simon Church profile at Charlton Athletic F.C.
- 足球数据库：西蒙·切爾奇的球员统计数据
- Simon Church profile Archive.today的存檔，存档日期2013-01-02 at ESPN FC